# Walnut Hall Farm
Walnut Hall Farm är ett stuteri beläget i Lexington i Kentucky i USA. Stuteriet grundades redan 1892, och har fött upp hästar som bland annat Volomite, Cantab Hall, Andover Hall och Adams Hall. Numera får stuteriets uppfödningar ofta efternamnet Hall. 

## Historia
Stuteriet grundades 1892 av affärsmannen Lamon Vanderburg Harkness från Ohio, som hade åkt till Kentucky och köpt en stor farm i Donerail vid namn Walnut Hall Farm. Där utvecklade han hästuppfödning av den amerikanska standardhästen, som fick stor betydelse för travsporten, både i Nordamerika, och sedan också resterande världen. 
1904 hade Walnut Hall Farm expanderat till 2000 tunnland, och hade nu 100 avelsston. Gården blev en av de mest dominerande standardbredstuterierna i världen. Gårdens huvudstall som byggdes av Harkness år 1897, är 476 fot lång och har 52 boxplatser, ett försäljningsområde och auktionshus. Det är fortfarande aktivt på Kentucky Horse Park.
Då Harkness avled 1915 gick den då 5 000 hektar stora gården med 1 400 hästar till hans arvingar. Harkness valdes 1958 postumt in i United States Harness Racing Hall of Fame för sitt bidrag till travsporten.